# مینی کلابمن
مینی کلابمن، (به انگلیسی: MINI Clubman) نسل دوم مینی کلابمن از کانتریمن کمی کوچکتر و از هاچ بزرگتر بوده و تقریباً فضای داخلی با کانتریمن برابر است و فرم کراس اوور ندارد.
پسوندهای (John Cooper Works (JCW و Cooper S و Cooper SD و Cooper و Cooper D و Cooper S E نشان دهنده نوع موتور و قدرت موتور است.
شتاب ۰ تا ۶۰ مایل بر ساعت در مدل جان کوپر ورکز ۶٫۰ ثانیه است.
از لحاظ فنی ، کلابمن آماری بسیار شبیه به هم خانواده ی خود یعنی کانتریمن ثبت کرده است.
این خودرو دارای گیربکس ۸ سرعته اتوماتیک است و  از موتوری ۲۰۰۰ سی سی بهره میبرد که توانایی تولید ۱۸۹ اسب بخار قدرت و ۲۸۰ نیوتن متر گشتاور است و در نهایت سرعتش به ۲۲۸ کیلومتر بر ساعت خواهد رسید.

علاوه بر این ها کلابمن از مصرف خوبی هم بهره میبرد که به طور میانگین ۵.۸ لیتر در هر ۱۰۰ کیلومتر است.

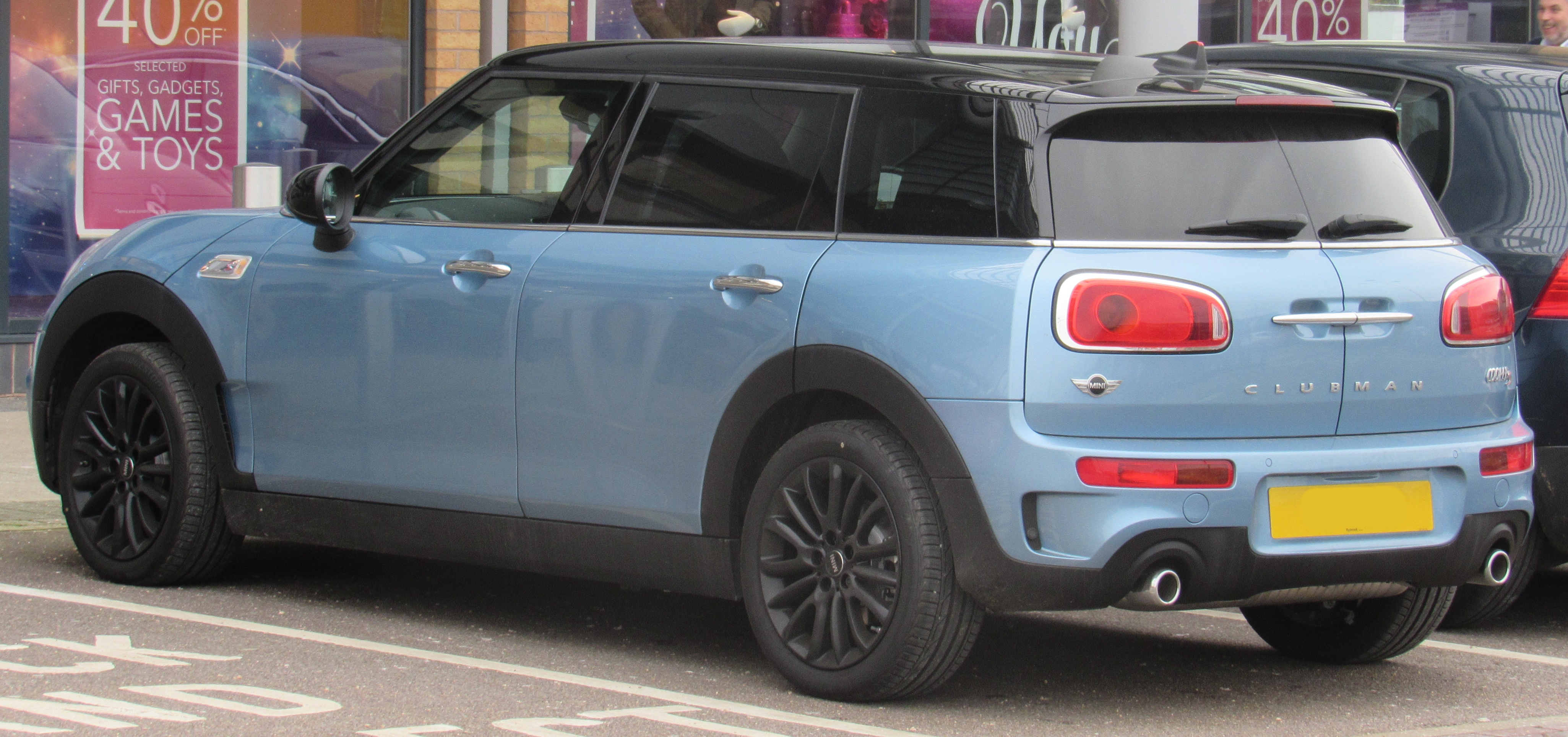
نمای عقب مینی کلابمن

## نگارخانه

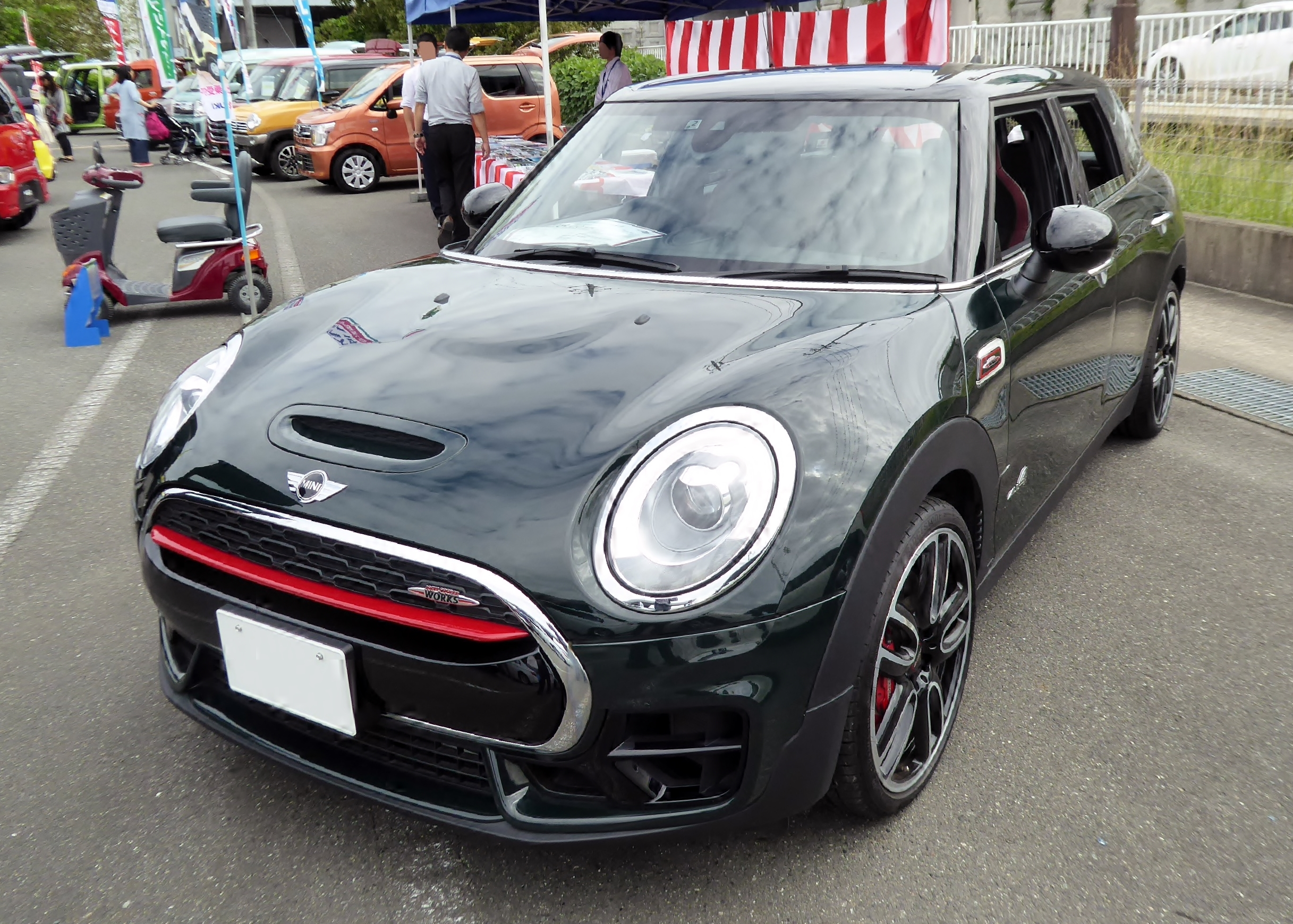
جان کوپر ورکز
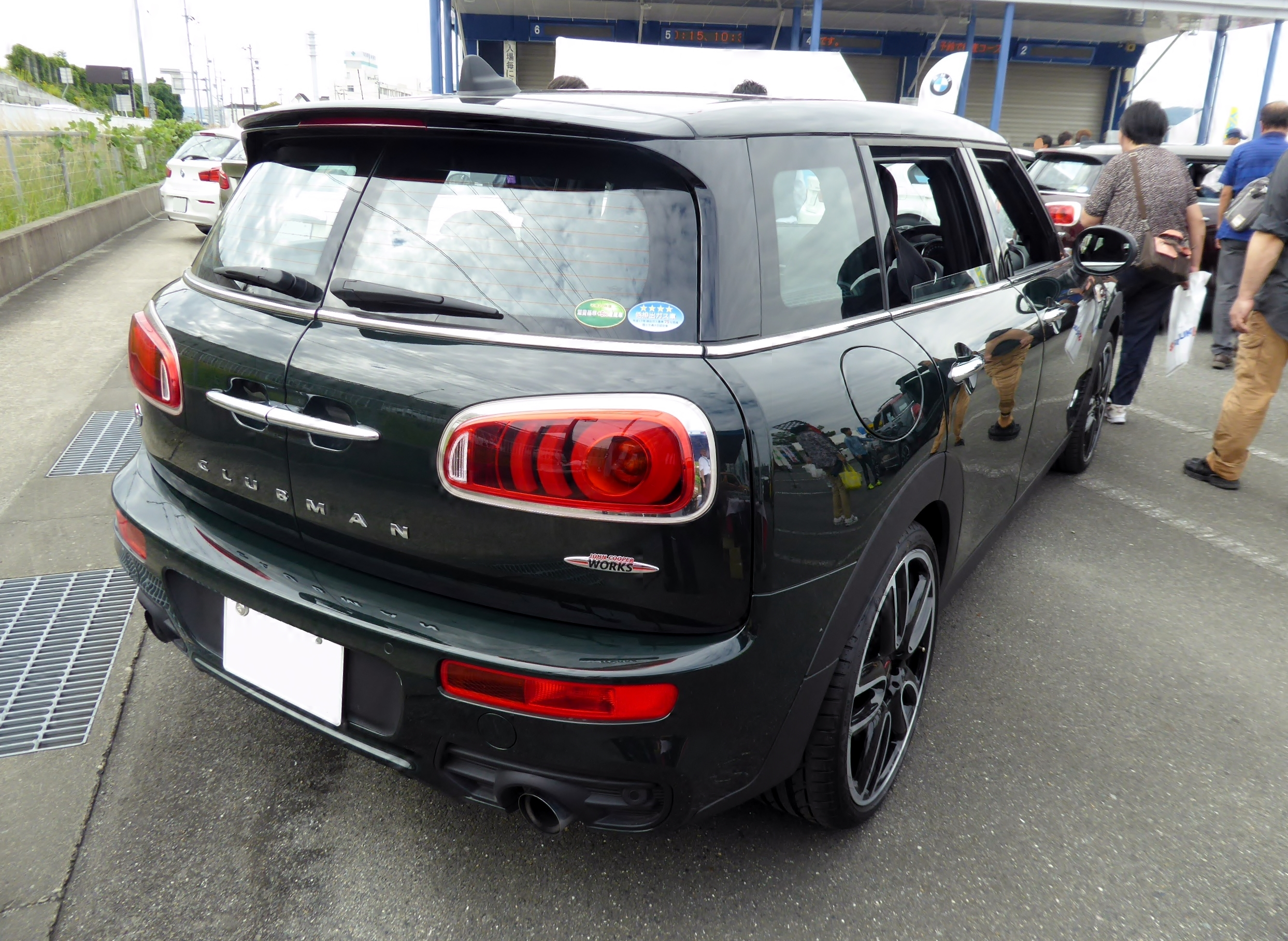
جان کوپر ورکز
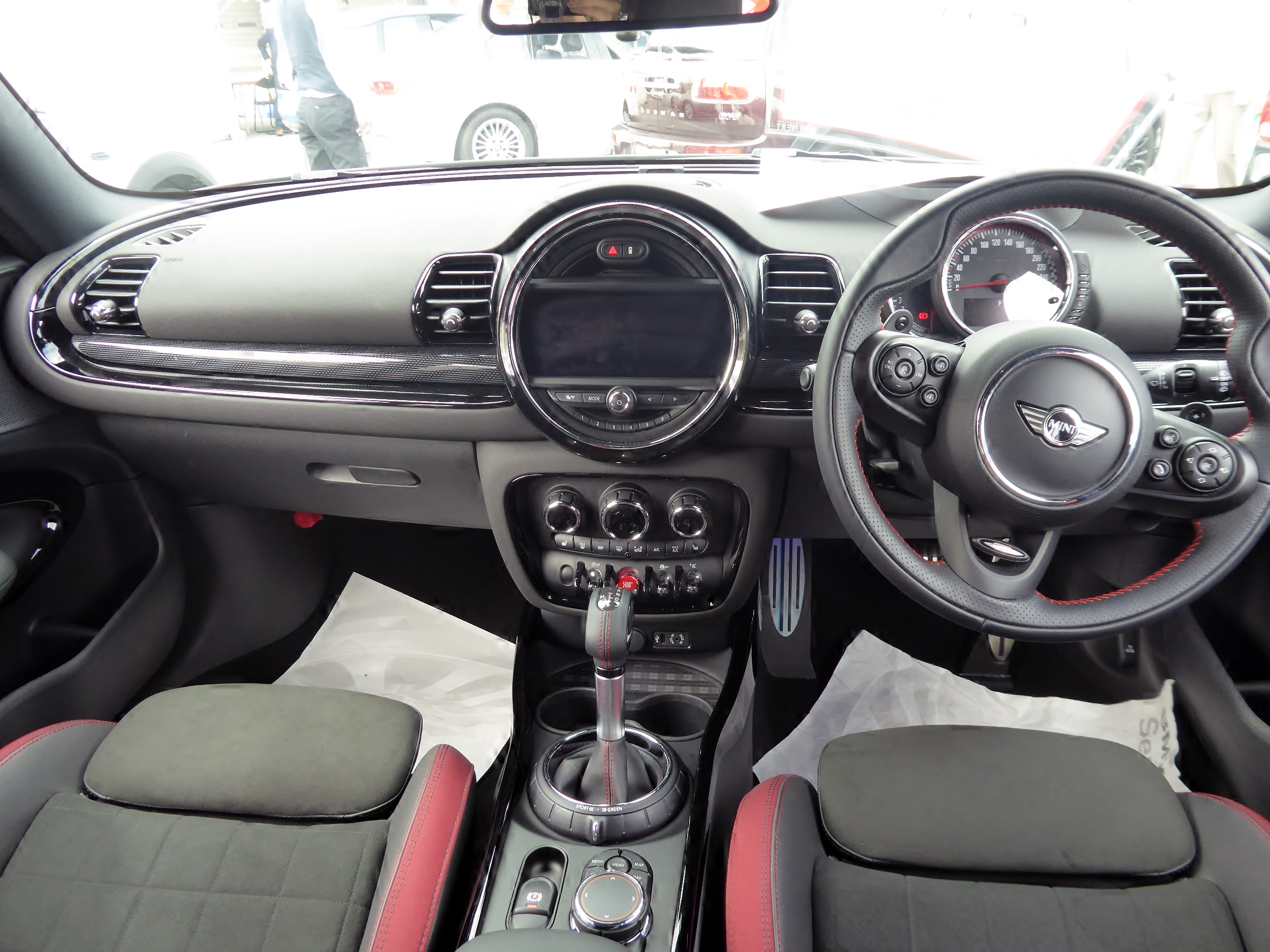
جان کوپر ورکز
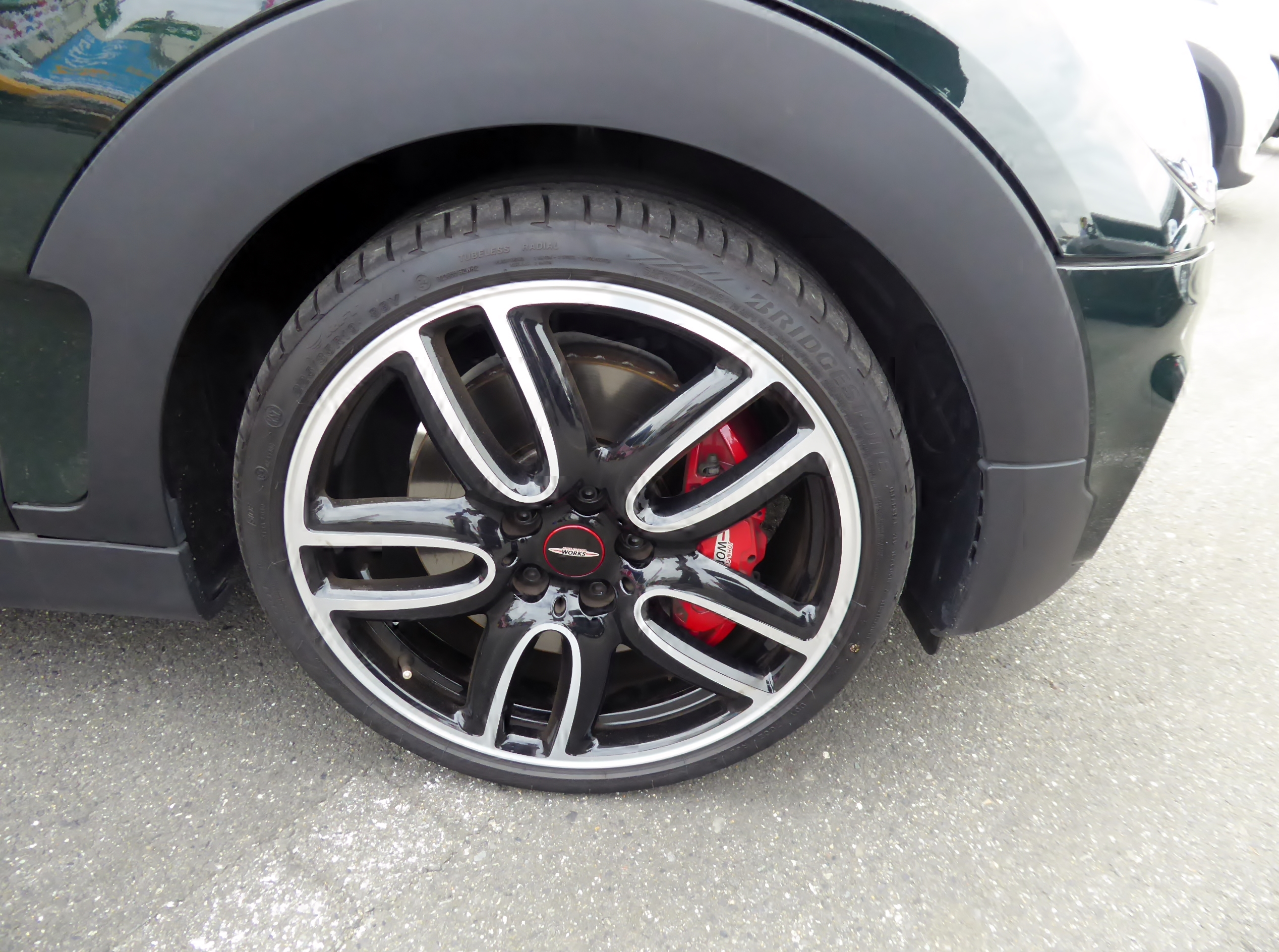
جان کوپر ورکز
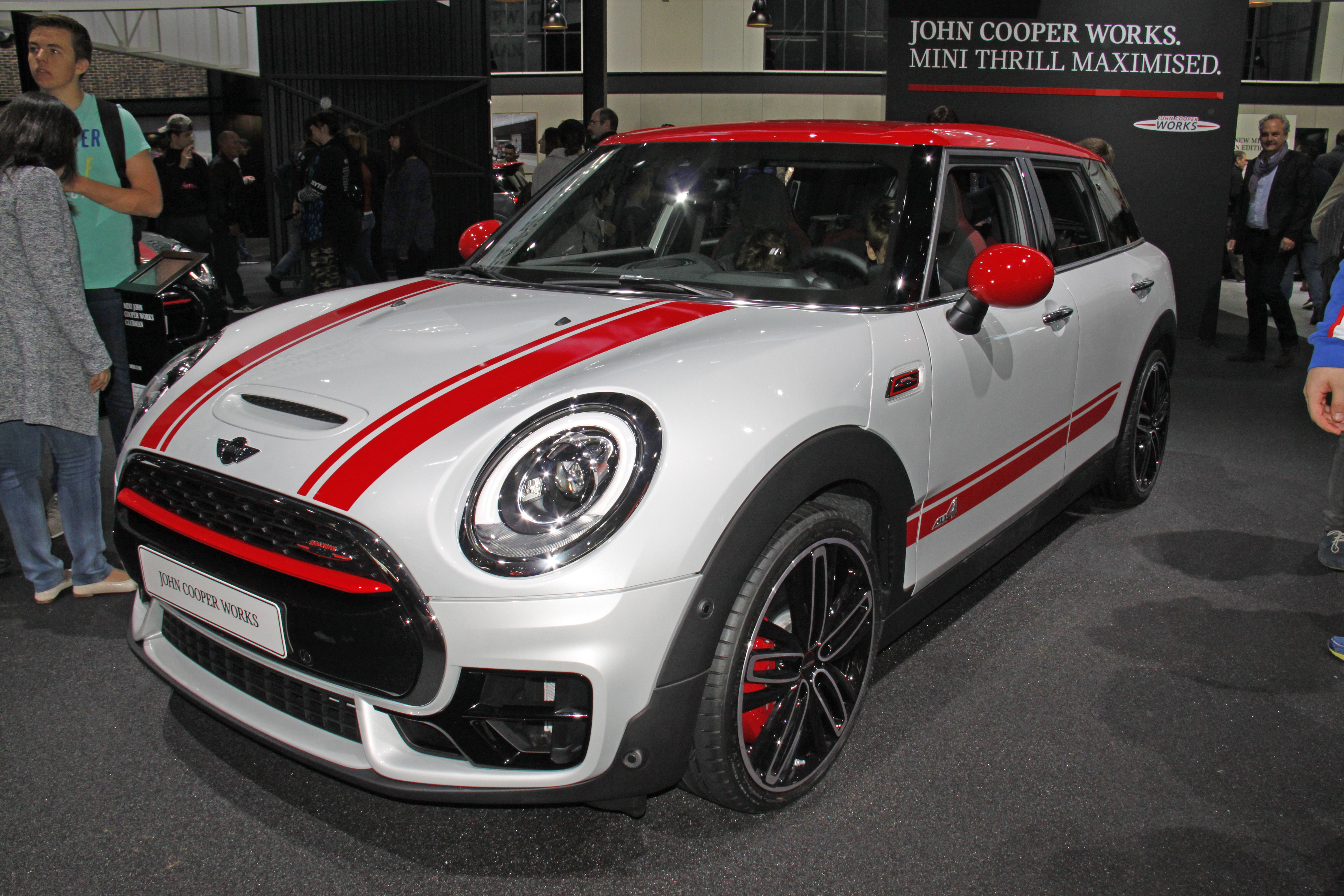
جان کوپر ورکز
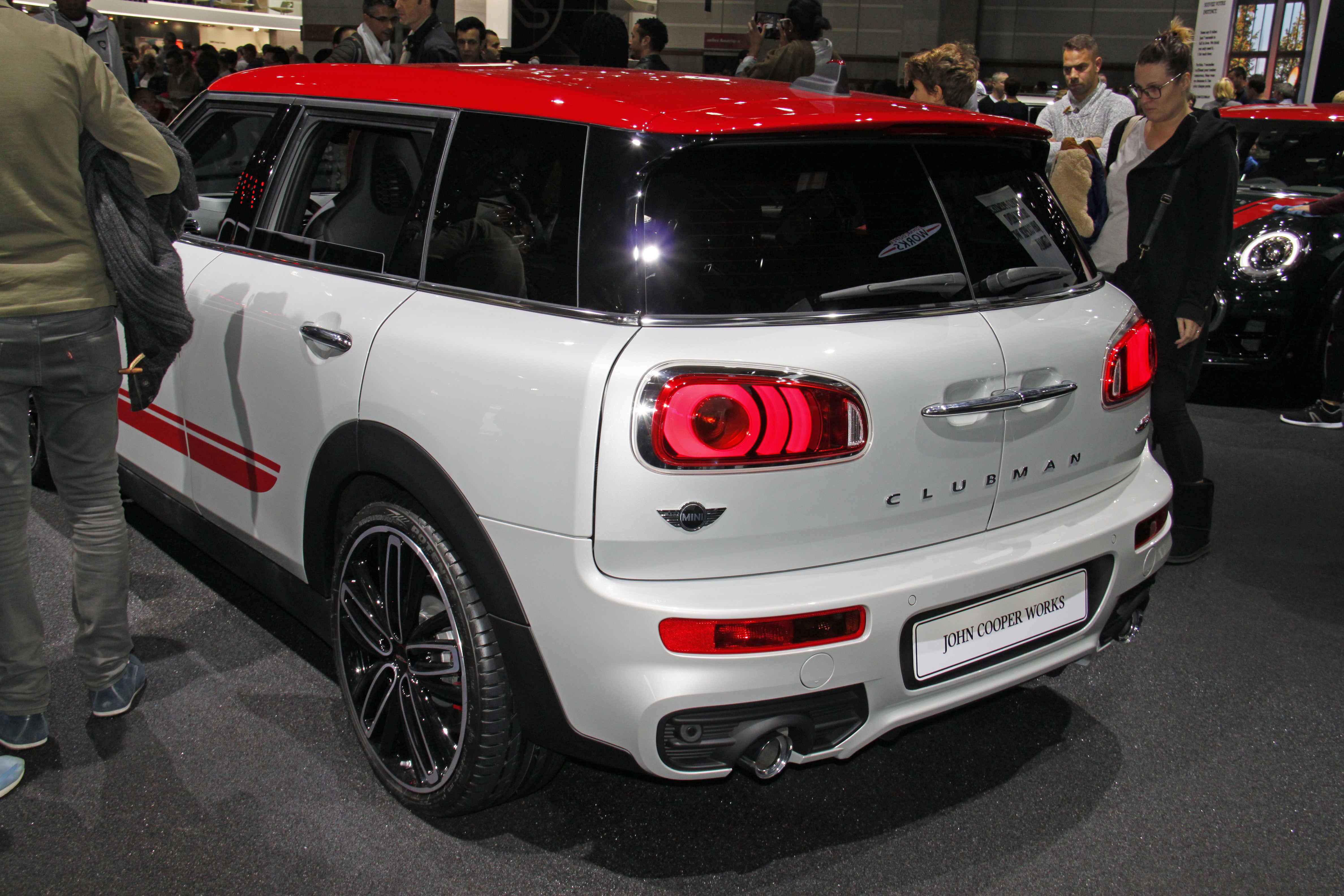
جان کوپر ورکز
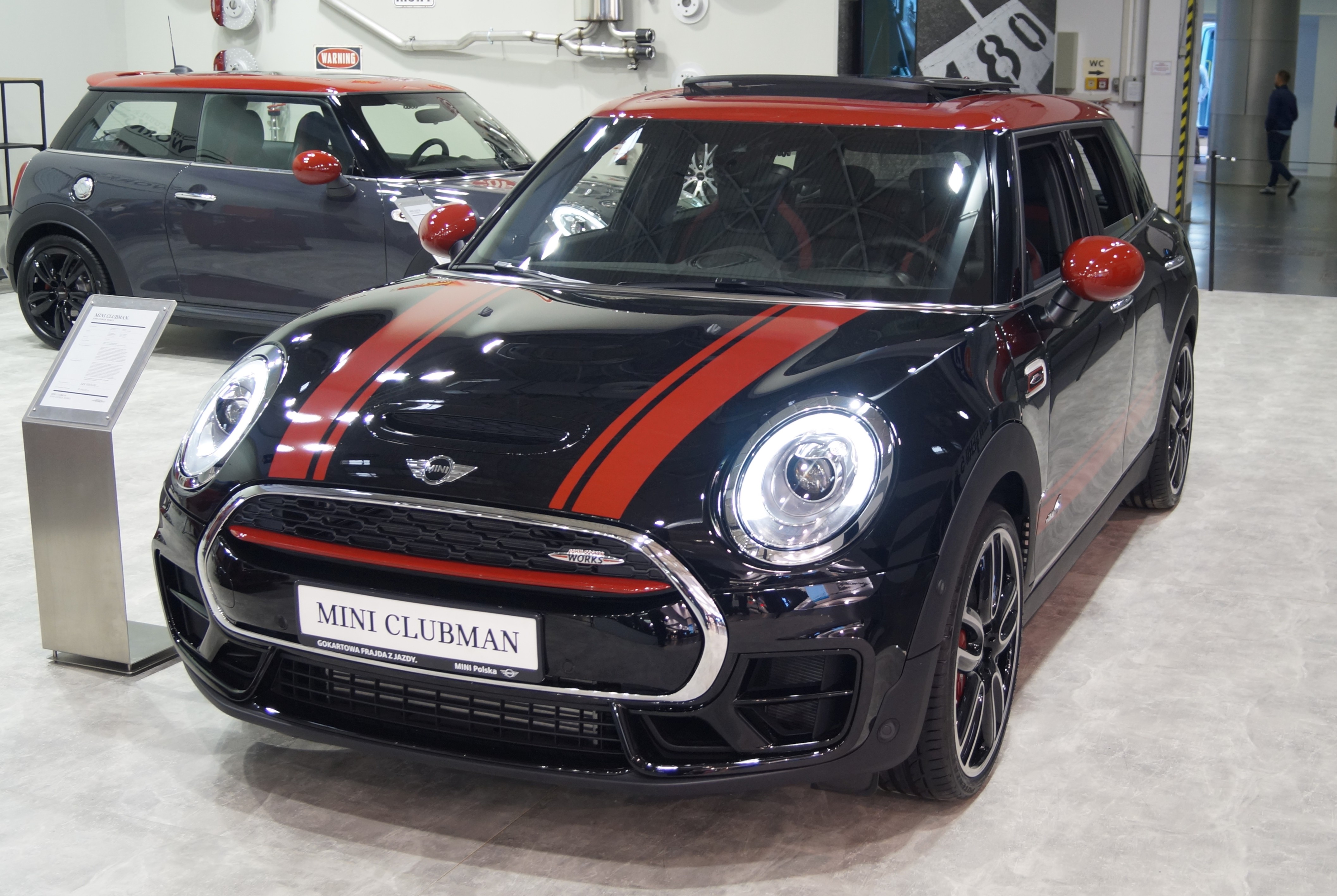
جان کوپر ورکز
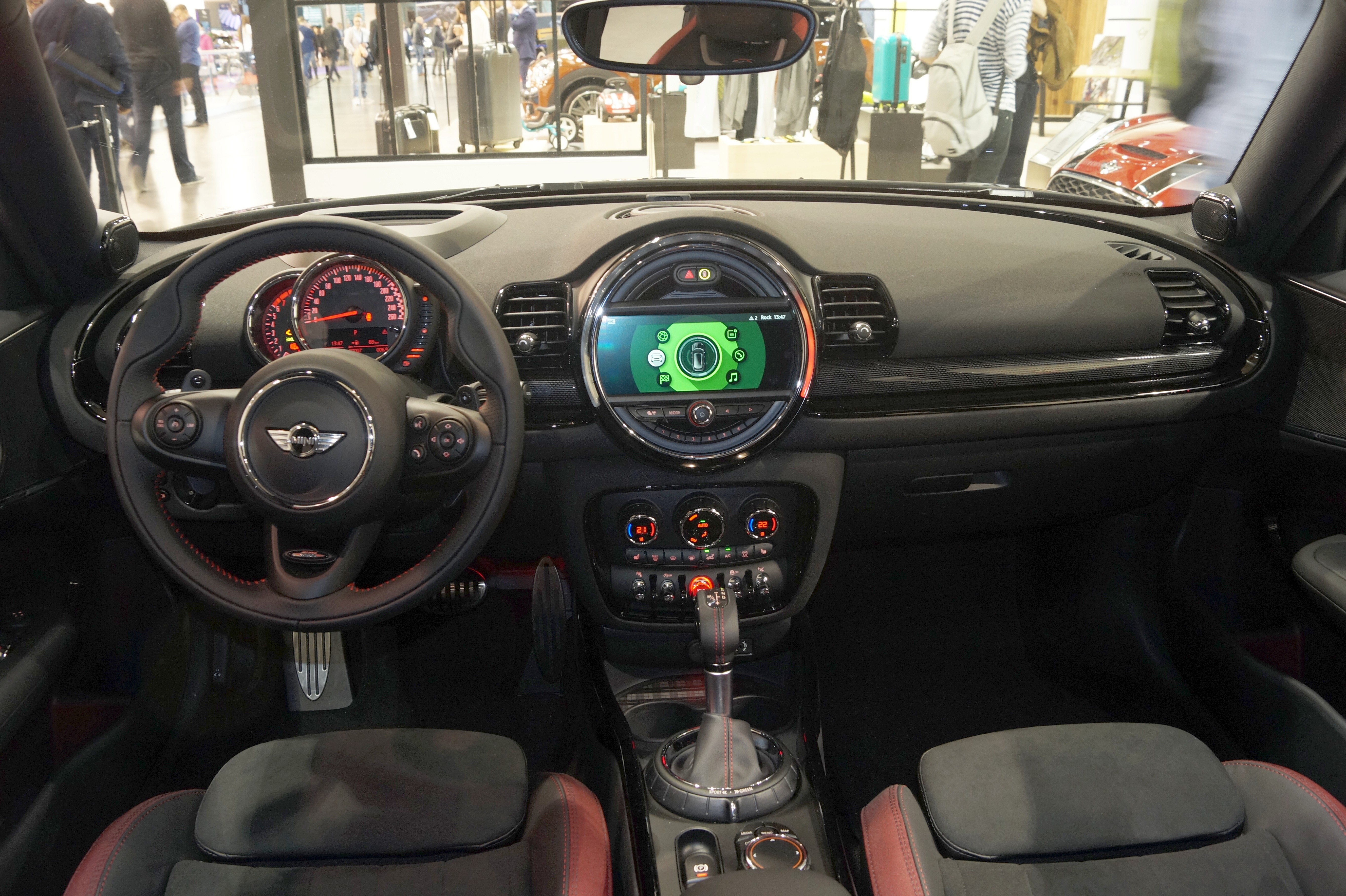
جان کوپر ورکز
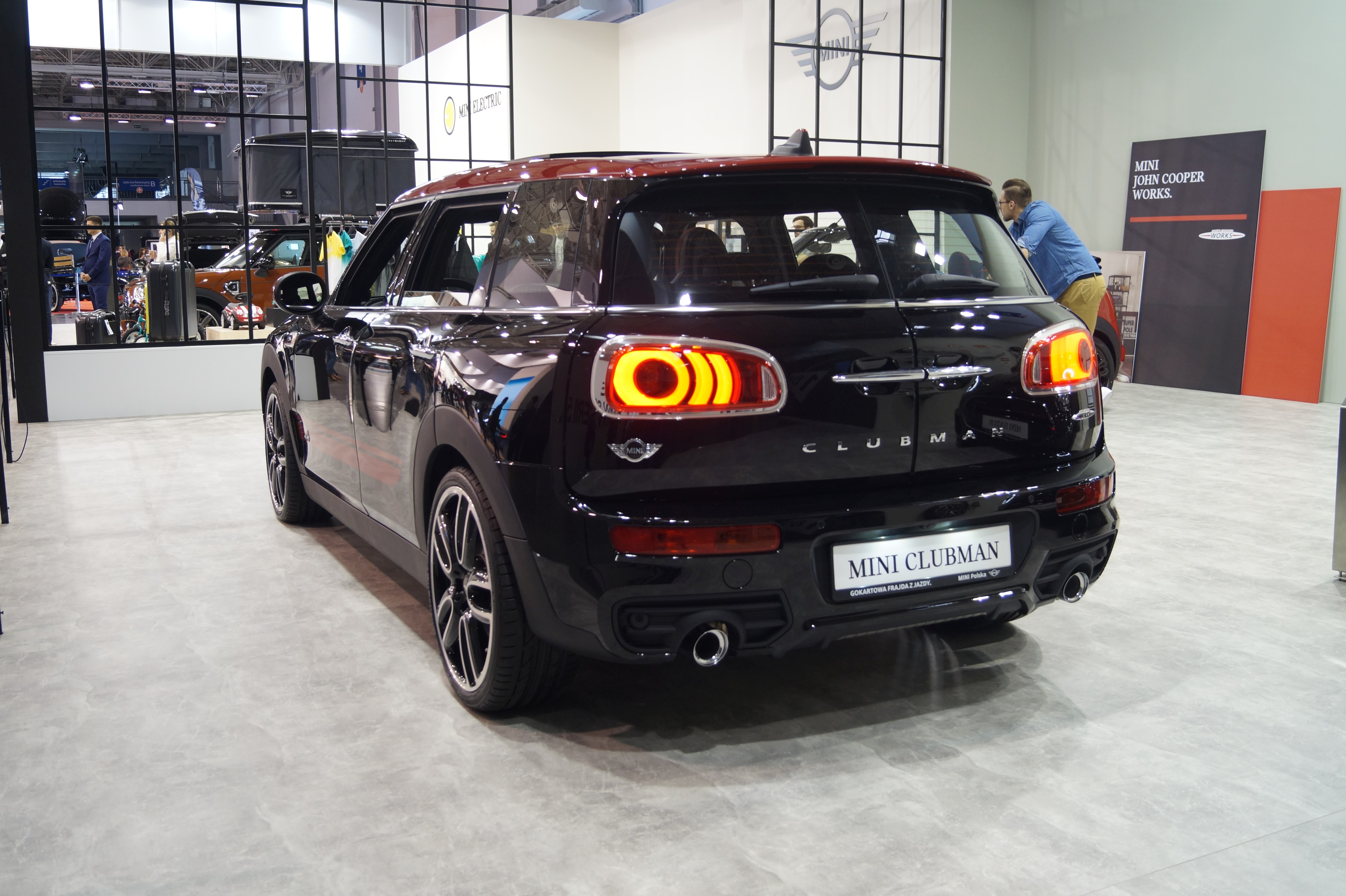
جان کوپر ورکز
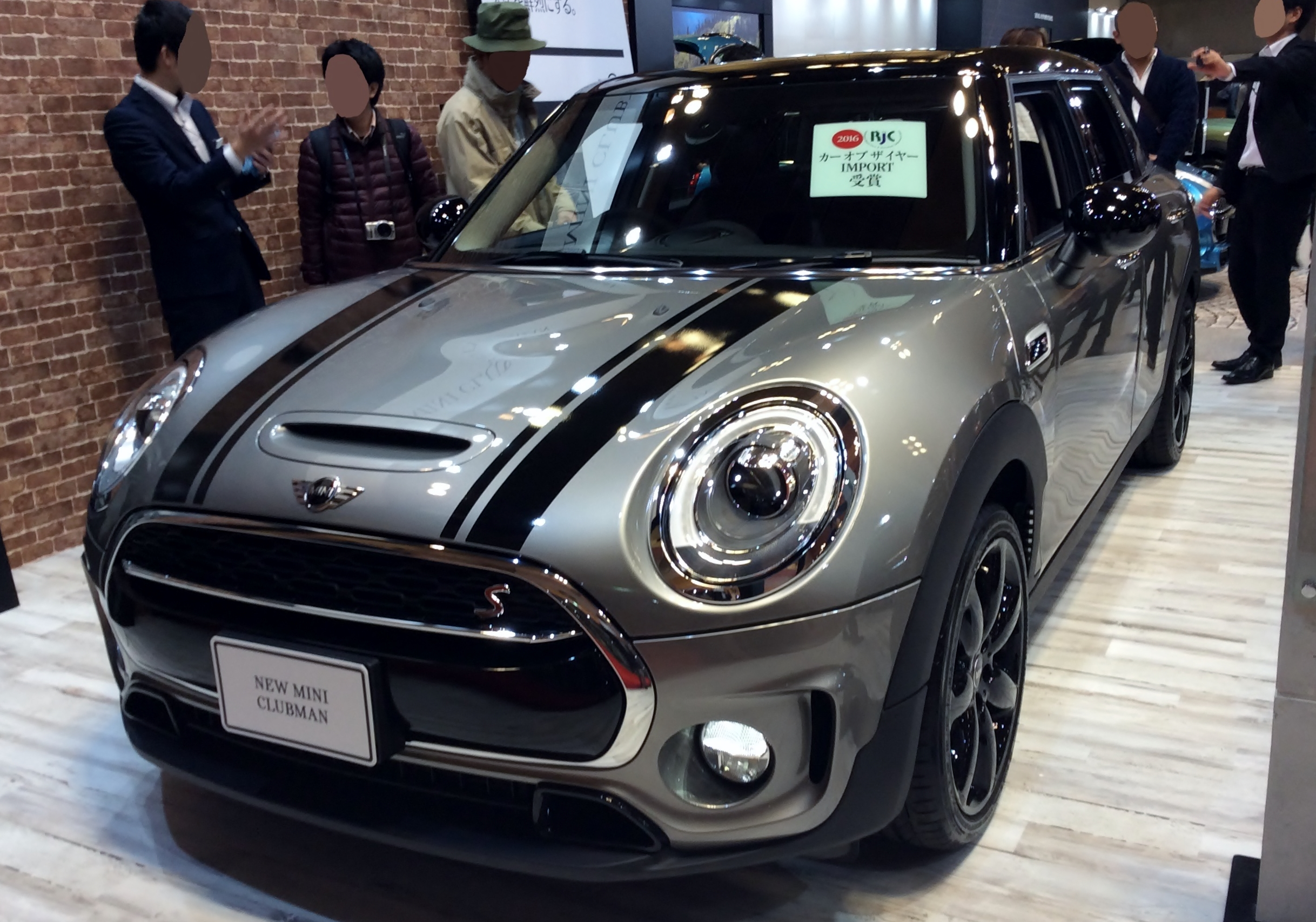
کوپر اس
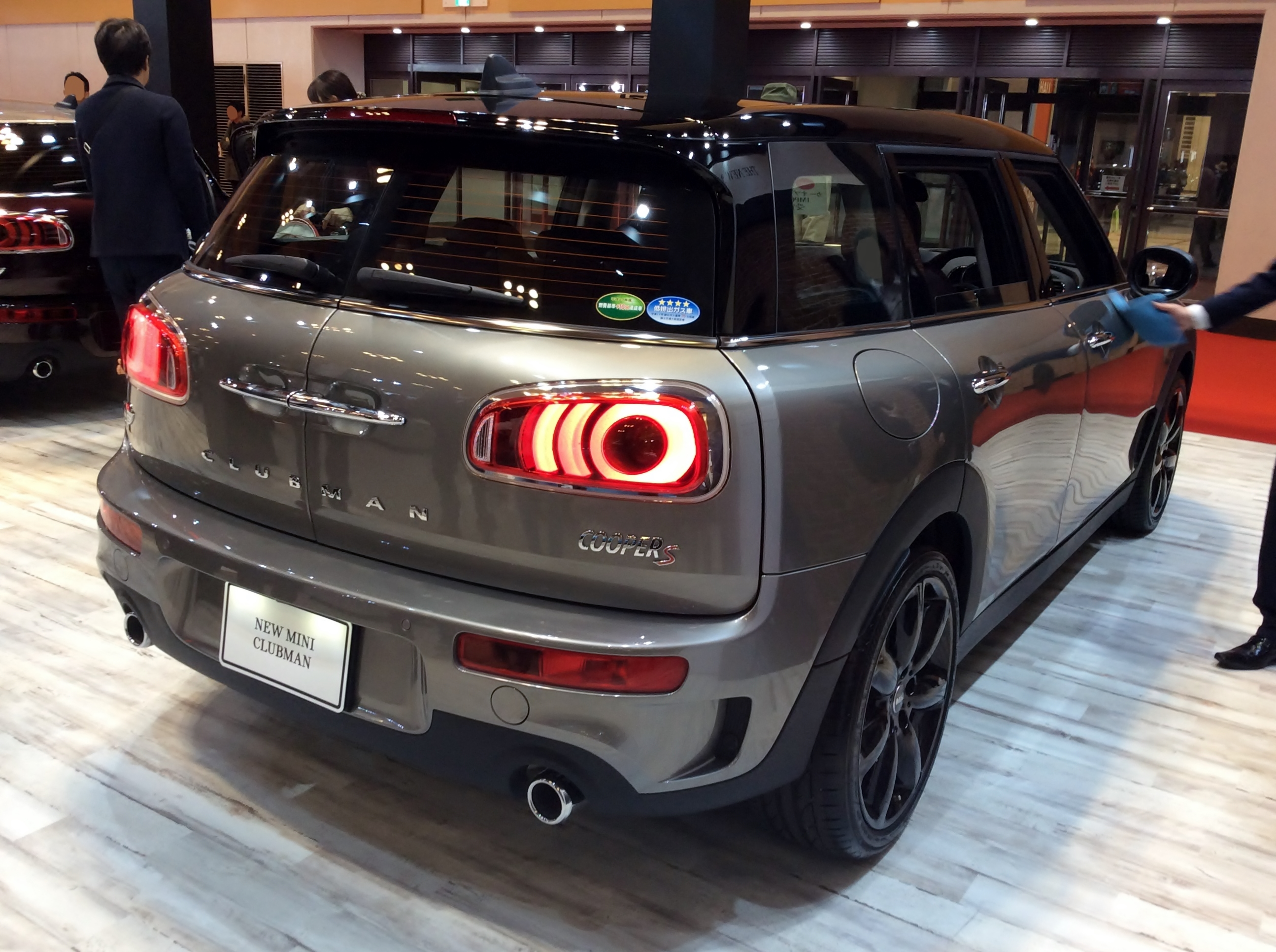
کوپر اس
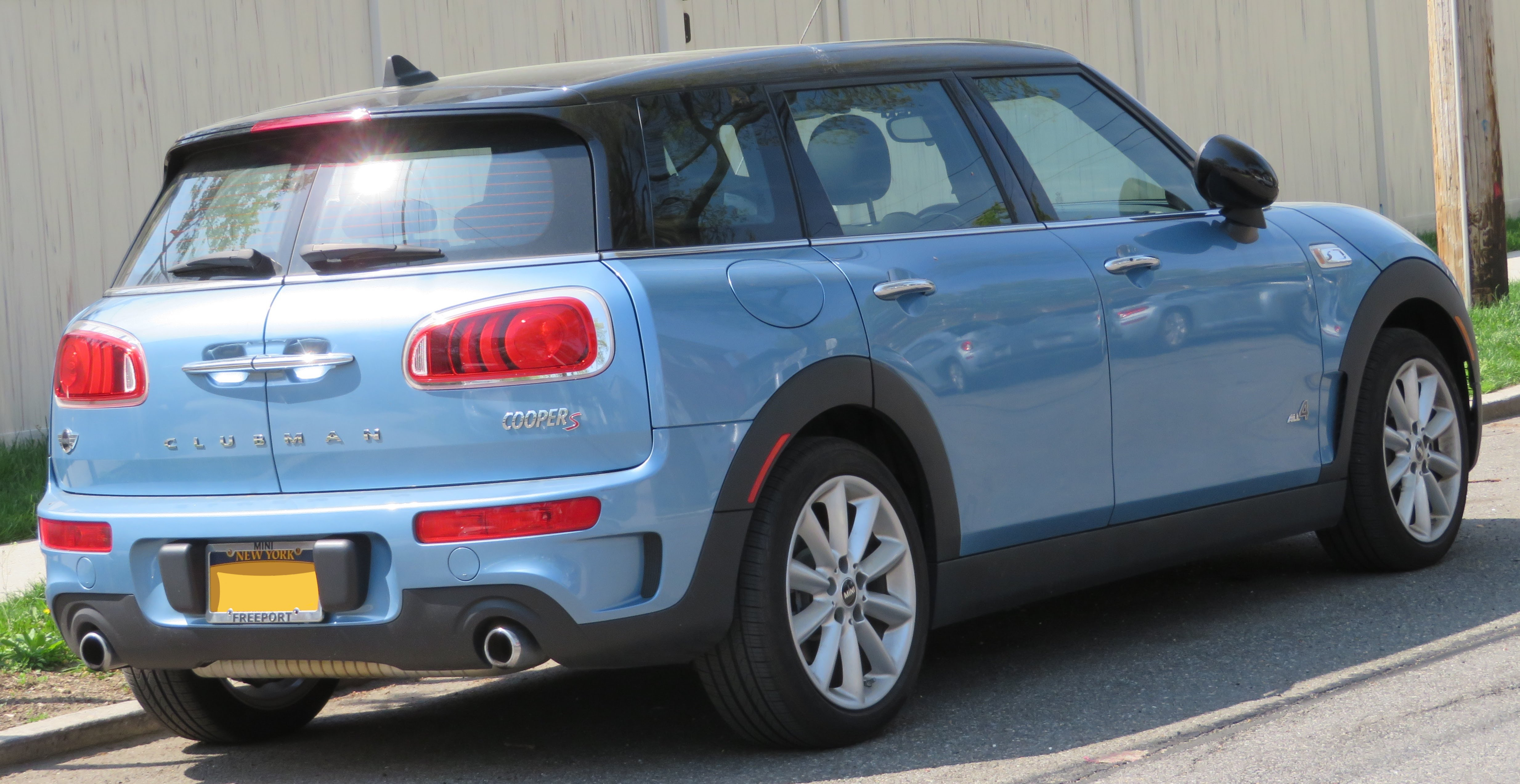
کوپر اس
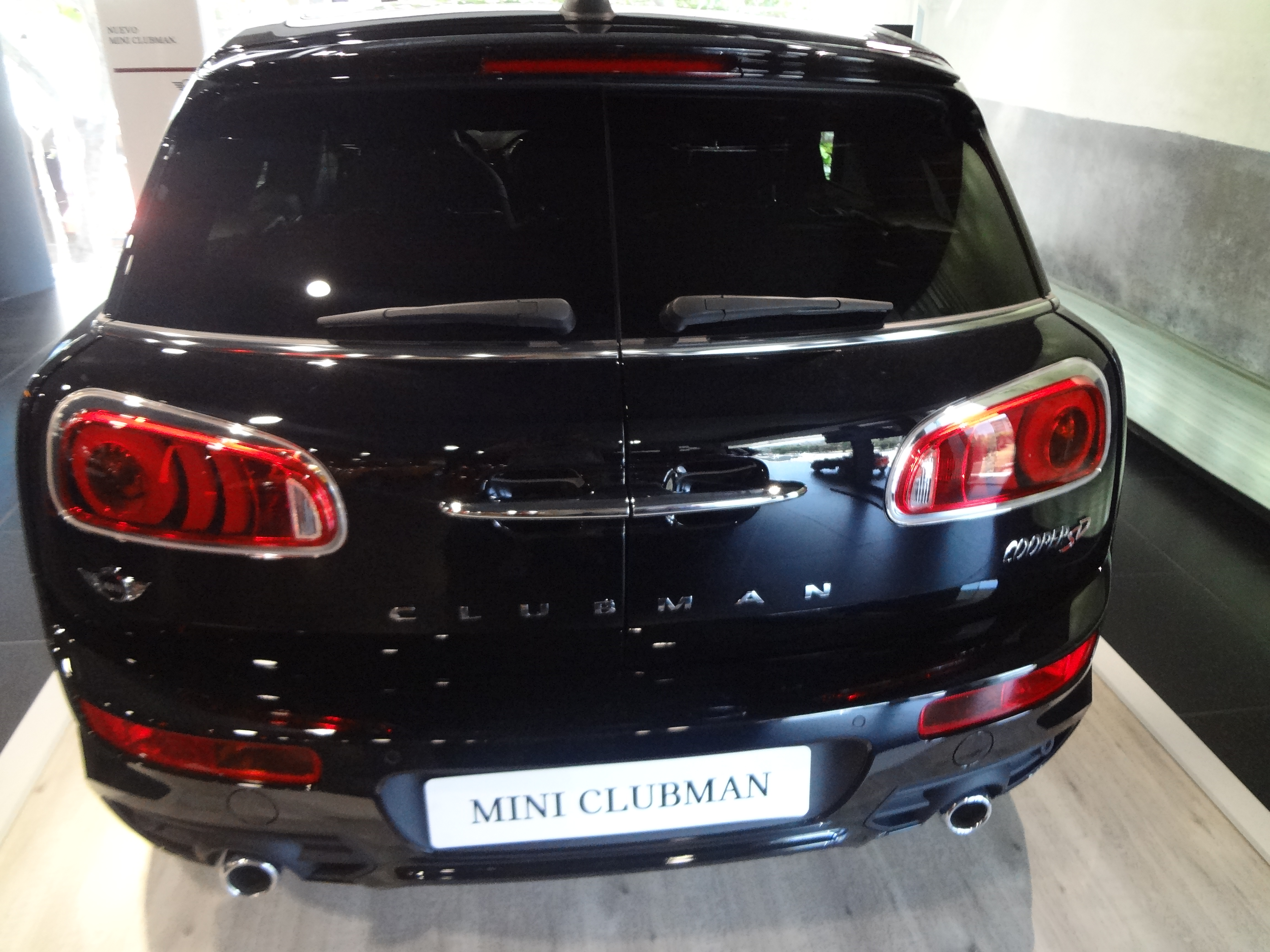
کوپر اس دی
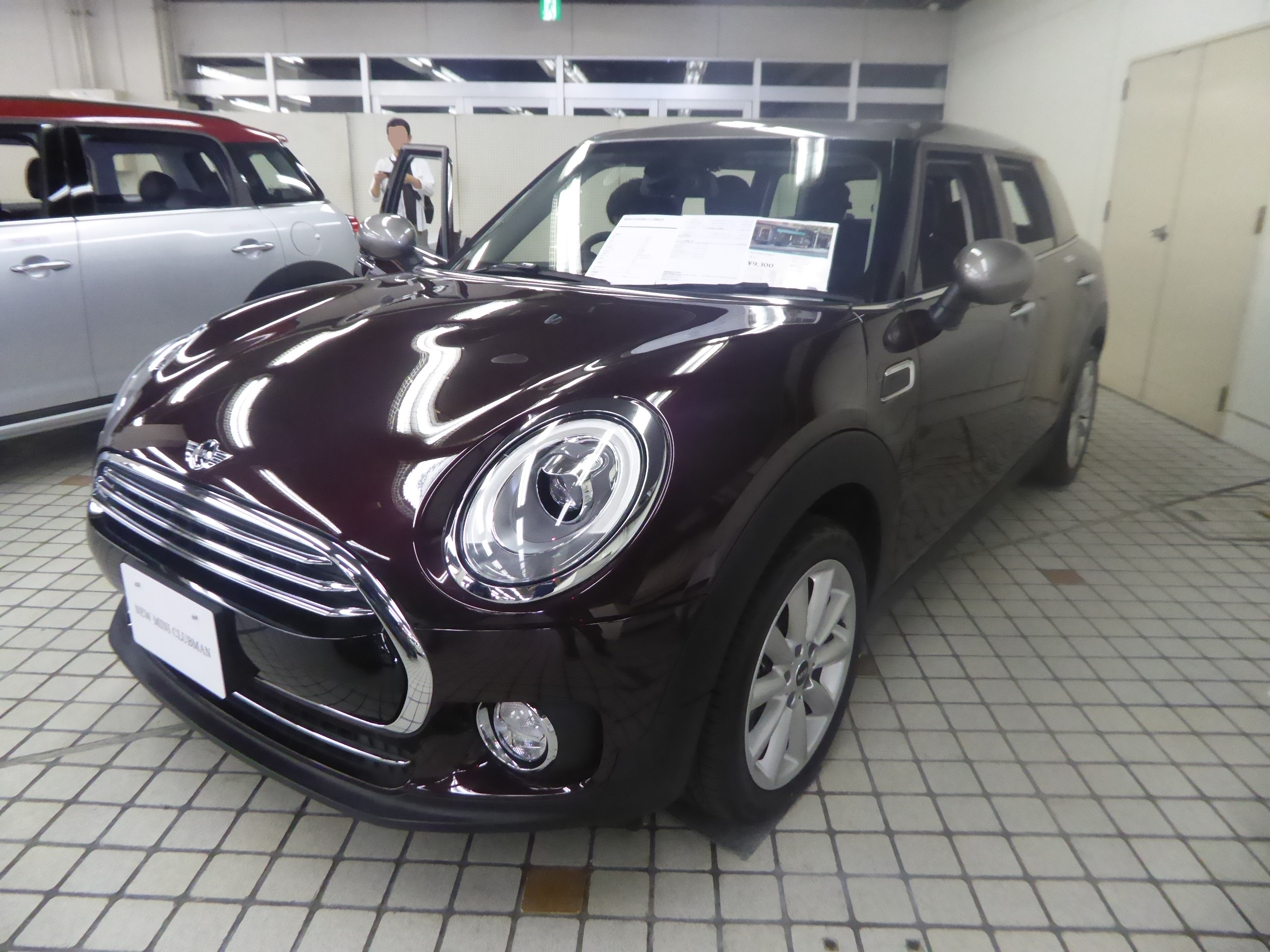
کوپر
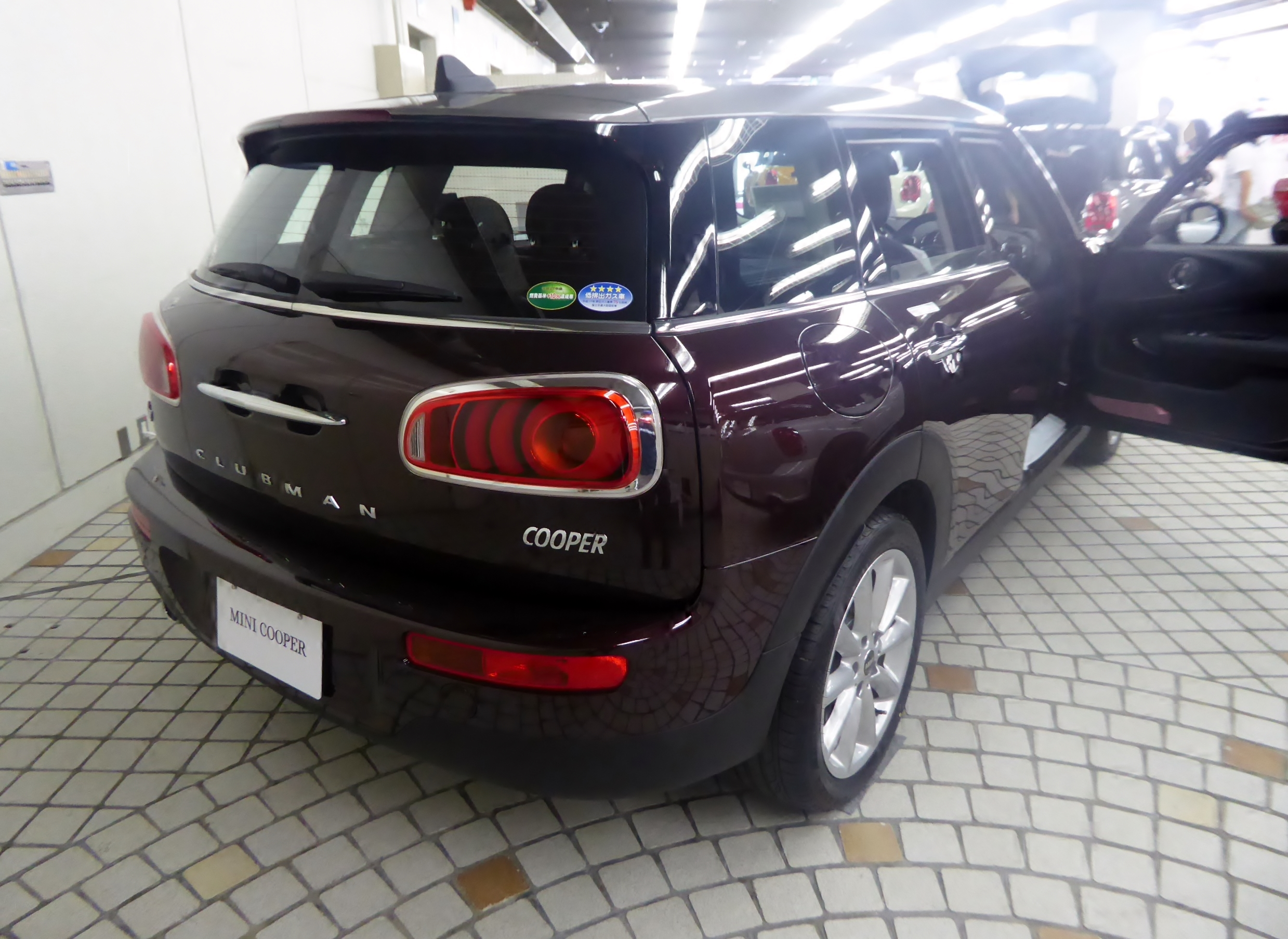
کوپر
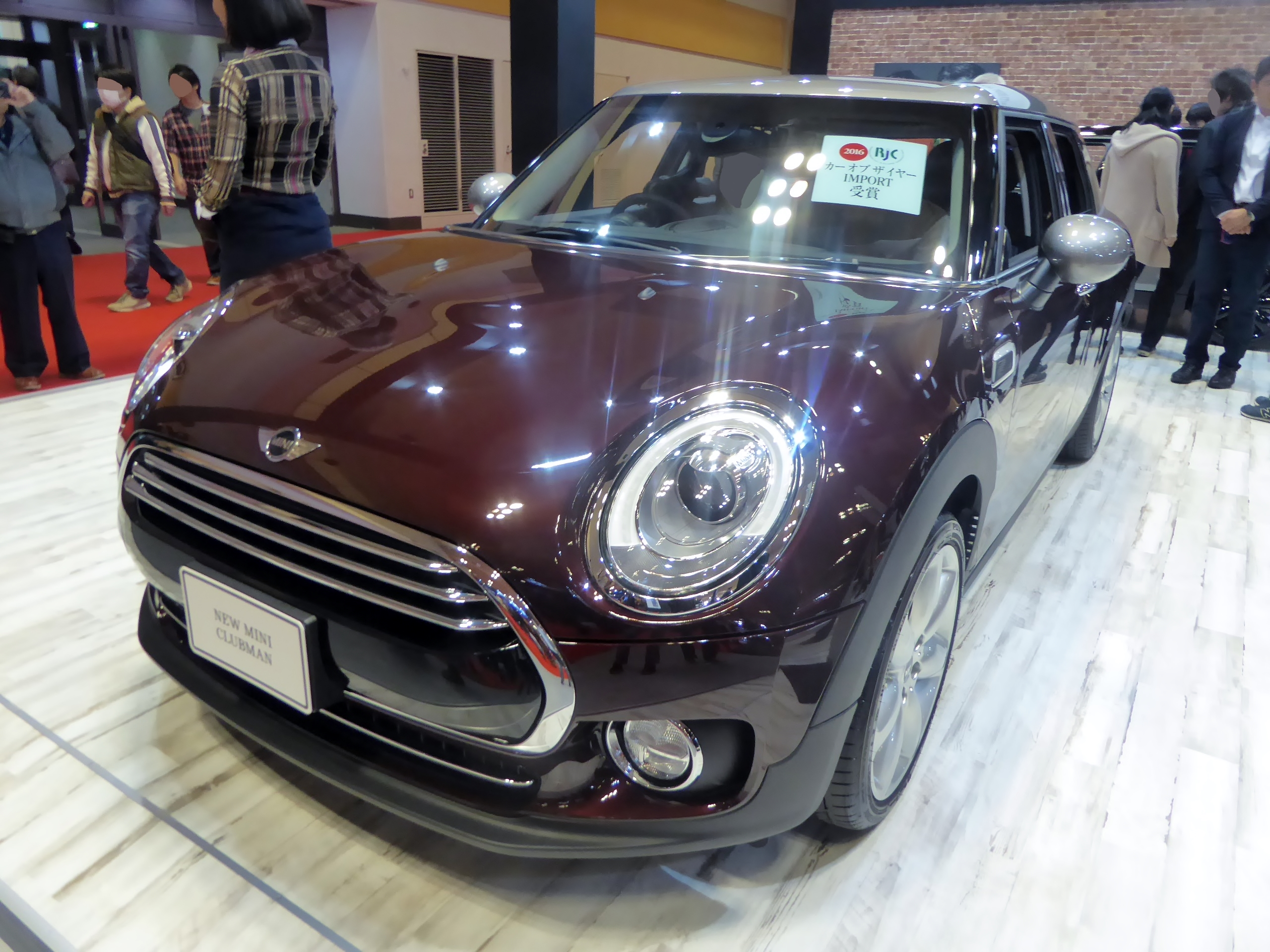
کوپر
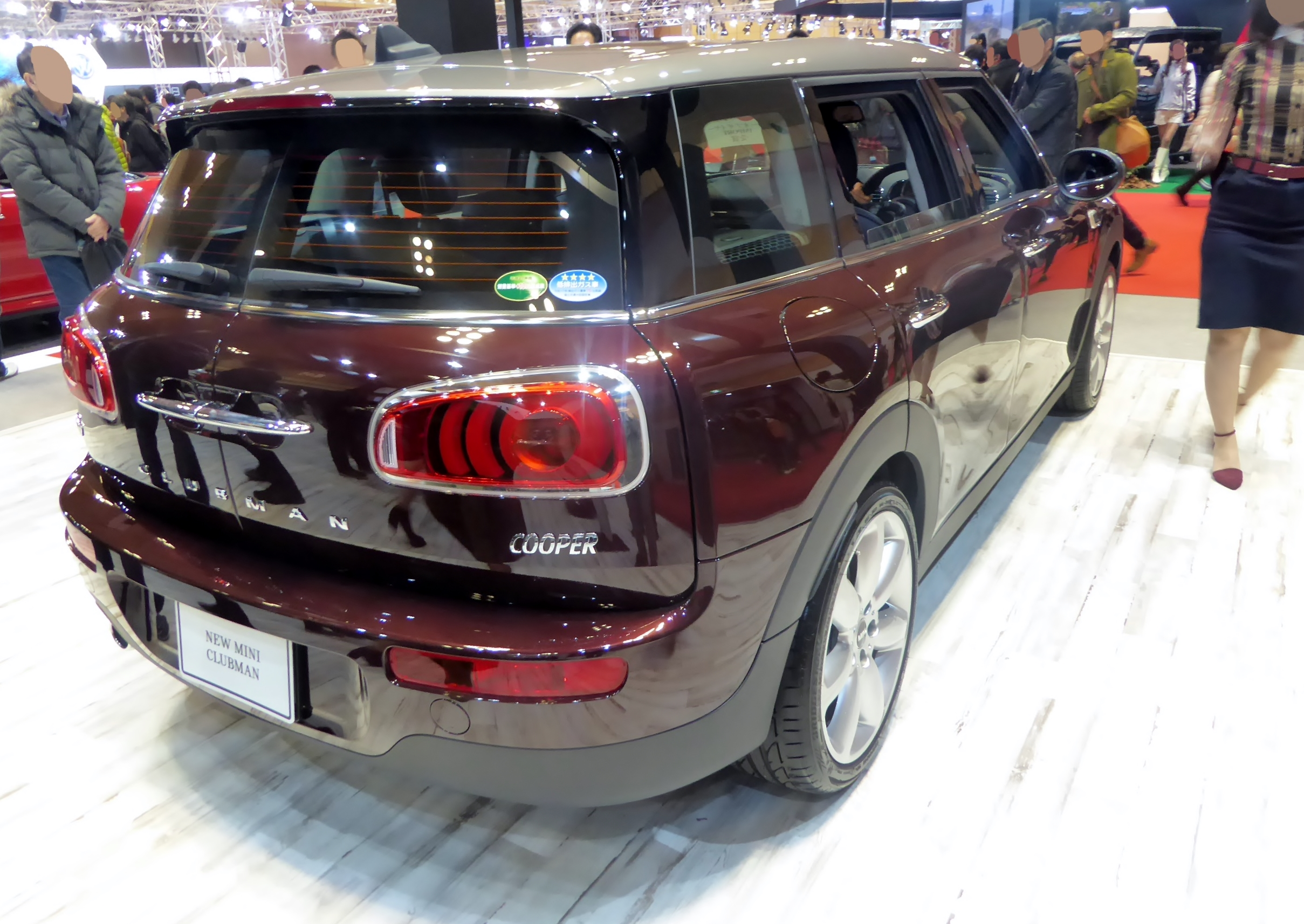
کوپر
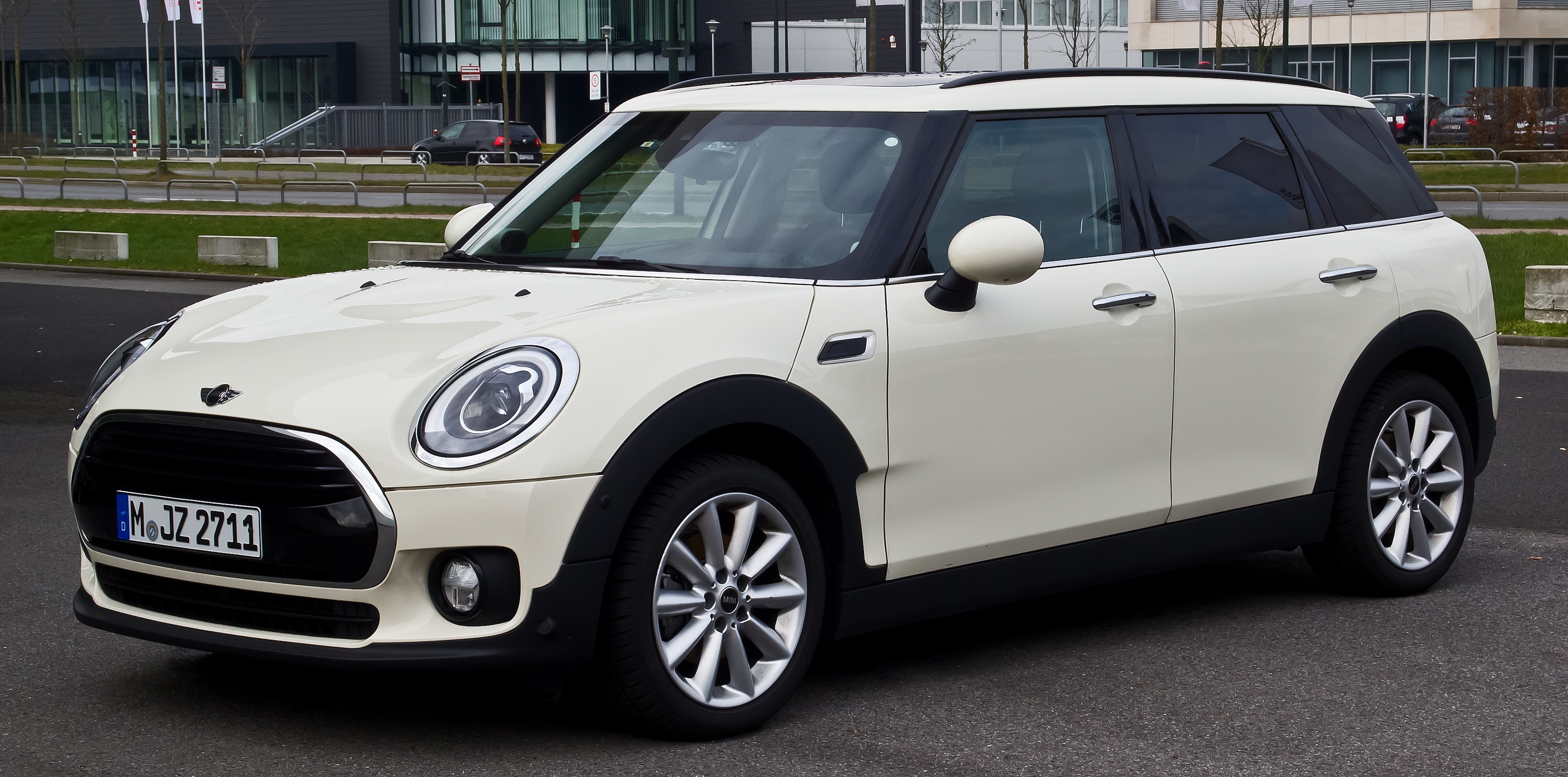
کوپر دی
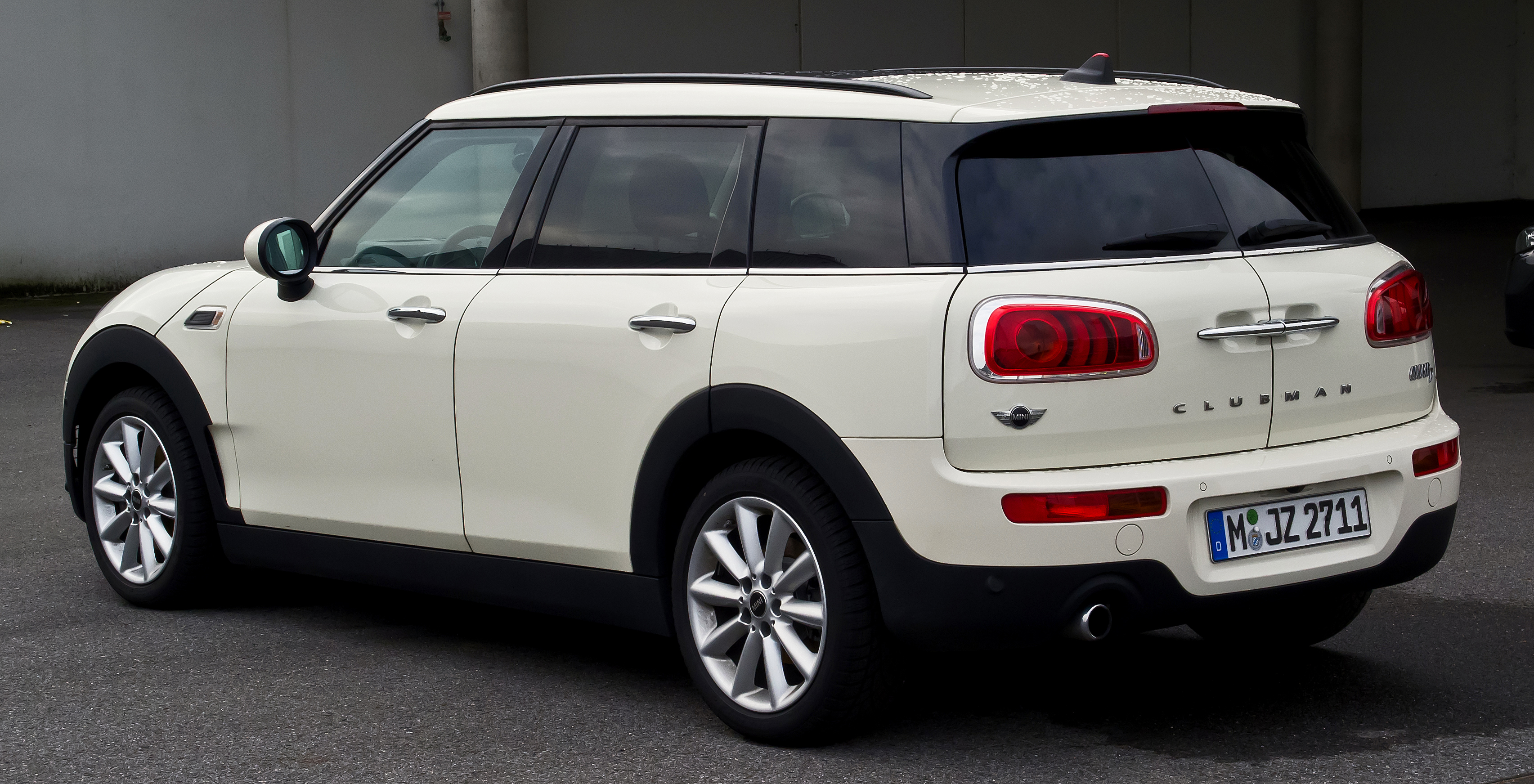
کوپر دی
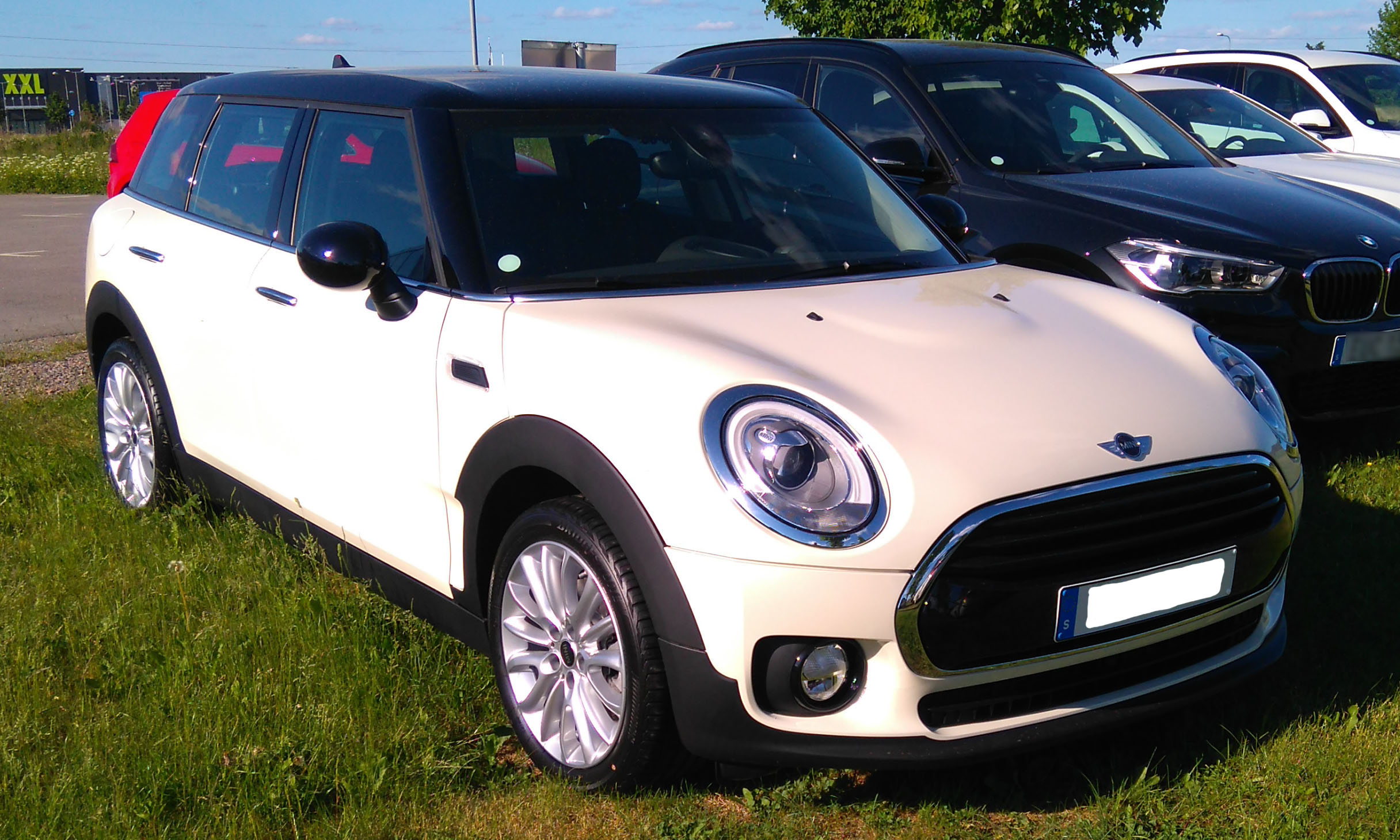
کوپر دی
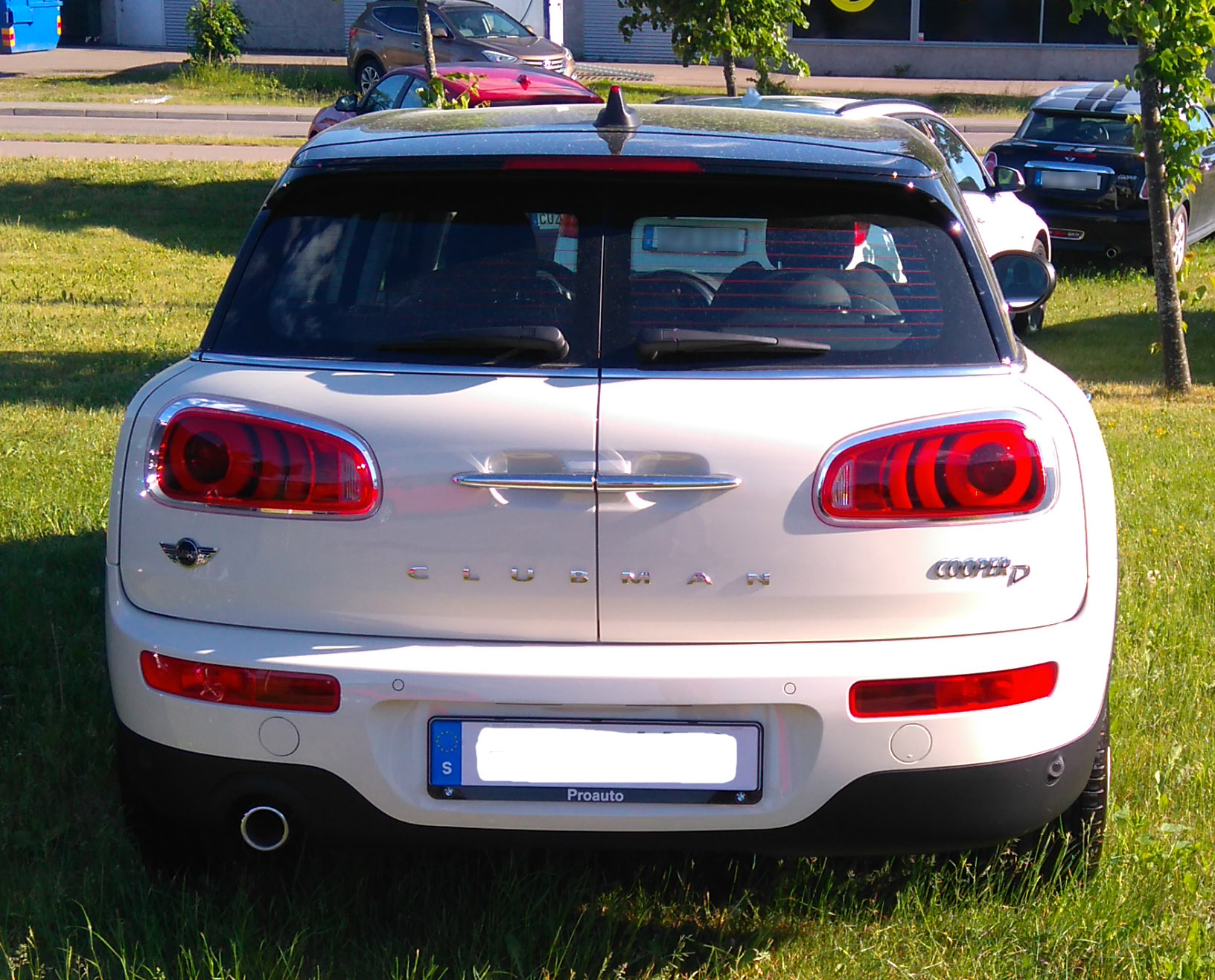
کوپر دی
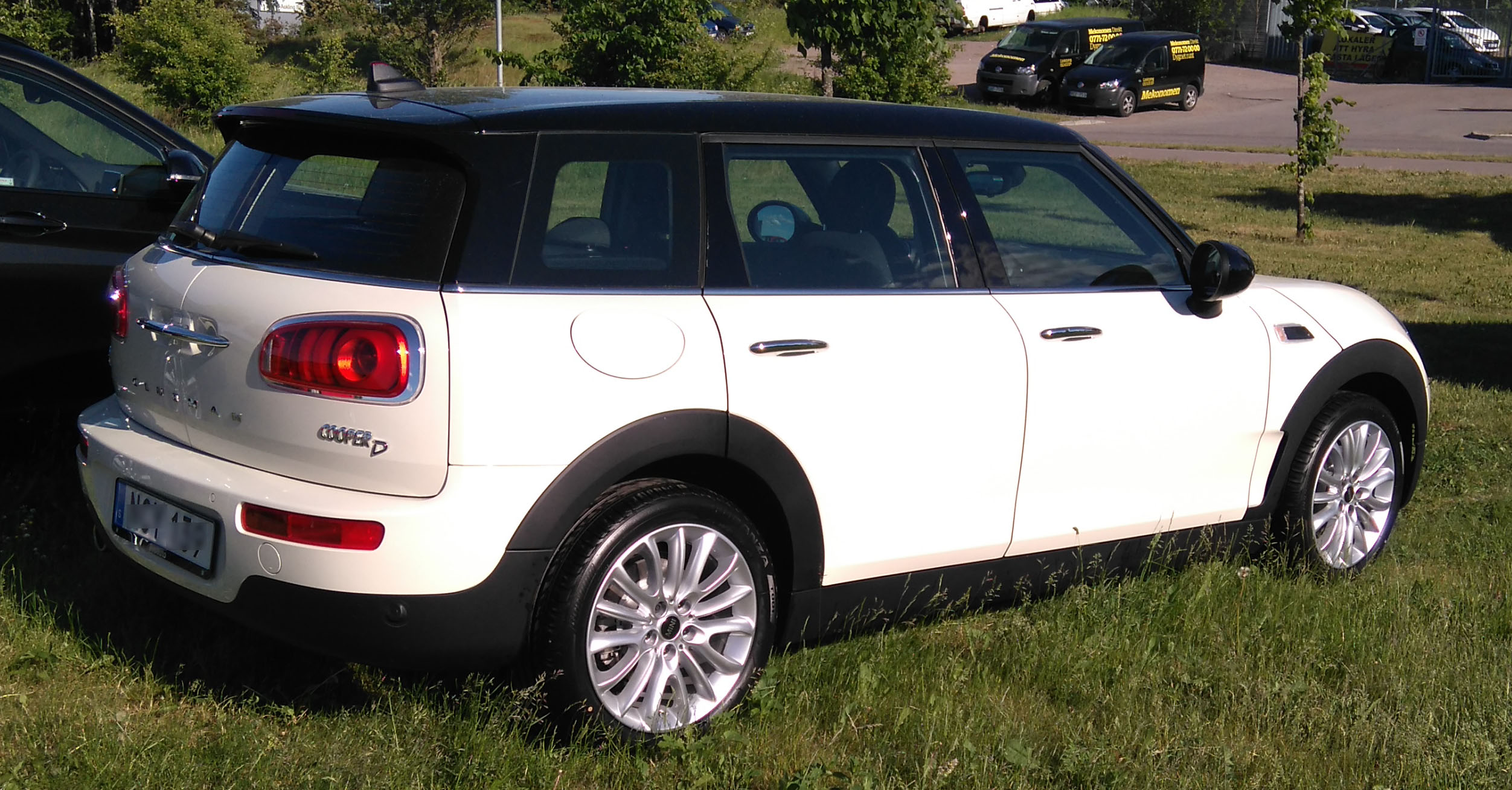
کوپر دی